# Xadrez no cinema
O xadrez tem sido empregado no cinema desde o início do século XIX seja para criar uma atmosfera intelectual, seja como parte do enredo. Os filmes Casablanca (1942), A Matter of Life and Death (1946), The Wooden Horse (1950), From Russia with Love (1963) e The Thomas Crown Affair tem o jogo apresentado de modo a criar uma atmosfera intelectual.
Nos filmes L'Atlantide e L'Atlantide (1921 e 1932), O Sétimo Selo, Die Schachnouvelle (1960), The Bishop Murder Case (1928) e The Chess Players (filme) são exemplos de filmes em que o xadrez é parte integrante da trama.
Mais recentemente, o filme The Luzhin Defence (2000), baseado no livro homônimo de Vladimir Nabokov, conta a história de um grande mestre mentalmente atormentado que encontra uma jovem durante uma competição internacional.